# Jean Fochivé
Jean Fochivé, né en 1931 à Foumban au Cameroun et mort le 11 avril 1997 à Yaoundé, est un haut fonctionnaire et homme d'État camerounais qui a dirigé les services de renseignement du Cameroun.

## Biographie

### Enfance et famille
Né en 1931 à Foumban au Cameroun, Jean Féwou Fochivé, né Aboubakarim Féwou, commence ses études primaires à l'école de Njindare à Foumban et poursuit son cursus académique à l'école protestante de Njissé. Titulaire d'un certificat d'études primaires, il est affecté à Dschang en 1951 où il est employé en qualité de secrétaire de brigade de police.

### Carrière
Après Dschang, en 1952, Jean Fochive est affecté à Bafang (Cameroun) comme secrétaire de brigade. Il assiste simultanément le juge de paix et le chef de brigade. En novembre 1952, il réussit le concours direct d'agent de police et deviendra inspecteur de police en 1953. En 1954, après un séjour au commissariat de Nkongsamba, il rejoint la brigade régionale de la police judiciaire du Wouri en tant qu'officier de police et sera affecté au commissariat de Douala. En 1957, Jean Fochivé interrompt sa carrière pour entrer à l'école supérieure de police de Dakar (Sénégal). En 1959, il sort major de sa promotion avec mention très bien. Il rentre au Cameroun et est nommé Commissaire central de la ville de Douala.
Après l'indépendance du Cameroun, il est envoyé à Paris en mars 1961 pour y être formé au renseignement par Maurice Robert (responsable du SDECE pour l'Afrique, il est notamment chargé de former les services secrets des régimes alignés sur la France).
Nommé à la tête du Bureau des Etudes et de la Documentation (BEDOC), qui deviendra par la suite en 1964 le Service des Etudes et de la Documentation (SEDOC), et en 1966 la Direction de la Documentation (DIRDOC), le Centre National de la Documentation (CND) en 1975 qui sera rebaptisé Centre National des Etudes et des Recherches (CENER) en 1989. Au sein de cette police secrète du gouvernement camerounais, il reste solidement encadré par des agents français. L'agent français André Gérolami est ainsi considéré comme le véritable chef du SEDOC dans les années 1960.
À partir de décembre 1961 jusqu'en 1978, Jean Fochivé cumule aussi les fonctions de chef de la sécurité présidentielle et ensuite directeur de la sécurité présidentielle. En tant que directeur de la sécurité présidentielle, il était à la tête de la garde républicaine avec poste de commandement militaire à la présidence. En 1978, Fochivé cède ses fonctions de directeur de la sécurité présidentielle à son adjoint, le Lieutenant Colonel Oumarou Djam Yaya, qui occupera cumulativement le poste de Directeur Général Adjoint du Centre National de Documentation (CND). Il resta Directeur Général des Services de renseignement du Cameroun jusqu'en août 1984. Il lui est proposé le poste d'ambassadeur du Cameroun en Chine en 1985, mais ne pourra accepter la position à cause de la très large famille qu'il possède. En avril 1989, le président Paul Biya le renomme au poste de Directeur du Centre National des Études et des Recherches (CENER), les services de renseignement du Cameroun. Fochivé devint plus tard le Délégué Général pour la sécurité nationale, où il est resté jusqu'en 1996. En 1991, Jean Fochivé est nommé Délégué Général à la Sûreté Nationale, ensuite Secrétaire d'État à la Sécurité Intérieure, un poste qu'il cumulera pendant deux ans avec celui de Directeur Général du CENER, devenu aujourd'hui la Direction générale de la recherche extérieure (DGRE). Jean Fochivé meurt le 12 avril 1997 à Yaoundé (Cameroun). Des événements mystérieux ont accompagné sa mort et son enterrement. Le jour de sa mort, une terrible tornade a balayé la ville de Yaoundé et a arraché les toitures et plié les arbres. Le vendredi 25 avril 1997, à l’arrivée de la dépouille au carrefour Foumban, l’un des grands murs de la clôture qui entourait le palais royal s’effondra de manière inexplicable.

### Réputation
Chef de la police politique camerounaise depuis le lendemain de l'indépendance, il était craint des Camerounais pour la réputation d'avoir réprimé les maquis des Grassfields et sa lutte acharnée contre l'UPC dans les années 1960, incluant l'utilisation à grande échelle de la torture. En période de crise sociale, les présidents Ahidjo et Biya ont toujours fait appel à ses services pour ramener l'ordre et la sécurité avec un certain succès.
Il manifestait d'importants sentiments xénophobes à l'égard des Bamilékés.
Accusé d'entretenir des relations avec des escrocs camerounais à l'étranger, il perd la confiance de Paul Biya qui le démet de ses fonctions en 1996. Il décède à Yaoundé en avril 1997.
Il se débarrasse de son rival Enoch Kwayeb en glissant son nom dans le « procès Ouandié-Ndongmo » en 1970.